# 热带风暴富兰克林 (2005年)
热带风暴富兰克林（英語：Tropical Storm Franklin）是2005年7月下旬在西大西洋上空活动的一场热带风暴，也是活跃程度创纪录的2005年大西洋飓风季中第六场获命名的风暴，曾两度逼近飓风强度。气旋于7月21日在巴哈马上空形成，然后以非常不规则的动向北上，于7月26日逼近百慕大。7月30日，富兰克林在纽芬兰岛附近转变成温带气旋，最终被更大规模的天气系统吸收。
由于难以预测风切变的影响，美国国家飓风中心在预测热带风暴富兰克林的动向上困难重重。最终这场风暴对陆地构成的影响很小，没有造成已知的财产损失或人员伤亡。此外，“富兰克林”还是首次用来为北大西洋热带气旋命名，用于取代1999年后退役的名称“弗洛伊德”。

## 气象历史
2005年7月10日晚，一股东风波离开非洲西海岸。7月21日，东风波进入巴哈马海域，在伊柳塞拉岛以东约110公里洋面，组织成本季第六号热带低气压。美国国家飓风中心起初预测风暴的移动路线会形成顺时针环路，并在高气压天气系统的影响下向西飘移。多个计算机模型预测气旋有可能向西移动，袭击佛罗里达州中部。。成为热带气旋后不久，低气压就增强成热带风暴并获名“富兰克林”（Franklin）。
热带风暴格特的发展产生大量风切变，对富兰克林产生严重影响，美国国家飓风中心的气象学家预计气旋会在接下来几天内四分五裂。但随着风暴朝东北方向移动，风切变相应减弱，富兰克林也随之增强。气象机构于是预测气旋可能会“达到且保持在飓风强度”并逼近百慕大。不久后，热带风暴富兰克林达到持续风速每小时110公里的最高强度。
由于风切变再度增多，富兰克林在蜿蜒东进期间逐渐减弱，美国国家飓风中心预测风暴会逐渐消散，但气旋的减弱趋势却在7月25日中止，此次富兰克林的强度尚达热带风暴下限。7月26日，风暴从百慕大以西约325公里洋面经过，并缓慢北上接触水温更高的墨西哥湾暖流。风切变再度消退，富兰克林因此再度得以强化，于7月28日达到风力时速95公里的第二波强度高峰。气旋加速朝东北方向前进，于7月30日在纽芬兰岛以南海域转变成温带风暴。富兰克林的残留于当晚从阿瓦隆半岛南部近海掠过，最终于7月31日被更大规模的天气系统吸收。

## 影响
热带风暴富兰克林正在成型时，巴哈马西北部就收到热带气旋警告，风暴转向北上远离群岛后，上述警告中止。7月25日，气象部门向百慕大发布热带风暴观察预警，再于次日富兰克林转向后取消。
热带风暴富兰克林发展成型的位置距巴哈马群岛陆地很近，之后又在百慕大近海经过，但陆地上测得的风速都没有达到热带风暴强度，百慕大所测的最强阵风时速也只达到60公里。富兰克林转变成热带风暴后掠过纽芬兰岛东南部，在当地产生约25毫米降水。整场风暴基本没有对陆地构成影响，也没有报导表明气旋一度造成任何破坏或人员伤亡。